# Parti social-démocrate (Royaume-Uni)
Ne doit pas être confondu avec Parti social-démocrate (Royaume-Uni, 1990).
Le Parti social-démocrate (en anglais : Social Democratic Party, abrégé en SDP) est un parti politique britannique fondé en mars 1981 et qui fusionne en 1988 au sein des Libéraux-démocrates.

## Présentation
Le parti est créé par une fraction de l'aile droite du Parti travailliste menée par Roy Jenkins, David Owen, Bill Rodgers et Shirley Williams à la suite du congrès travailliste de 1981 au cours duquel les travaillistes avaient adopté une politique de désarmement nucléaire et de retrait de la Communauté économique européenne. Les fondateurs du SDP pensaient que le Parti travailliste était trop à gauche, parfois influencé par des factions trotskistes et trop différent des opinions des parlementaires et électeurs.
Le SDP se prononce en faveur du libéralisme économique, d'une forte proximité avec les États-Unis en matière de politique étrangère, et de l'arme nucléaire. Le parti se considère en rupture avec la « gauche délirante », se montre critique à l'égard des nouveaux mouvements sociaux, de la lutte contre le racisme et du syndicalisme. Le Parti social-démocrate se range derrière Margaret Thatcher lors de son combat contre la grève des mineurs britanniques de 1984-1985.
Pour les élections générales de 1983 et 1987, le SDP forme avec le Parti libéral l'« Alliance SDP-Libérale » puis, lors du congrès de 1987, décide de fusionner avec les libéraux au sein des Libéraux-démocrates.